# جون غوت
جون غوت (بالإنجليزية: Jon Gott)‏ هو لاعب كرة قدم كندية أمريكي، ولد في 2 أكتوبر 1985 في إدمونتون في كندا.